# Yadira Caraveo
Yadira D. Caraveo (Denver, 23 dicembre 1980) è una politica e pediatra statunitense, membro della Camera dei Rappresentanti per lo stato del Colorado dal 2019 al 2025.

## Biografia
Nacque il 23 dicembre 1980 da genitori immigrati messicani; la sua prima esperienza politica fu come volontaria nella campagna presidenziale del 2008 per Barack Obama.
Si laureò in medicina all'Università del Colorado e si specializzò in pediatria all'Università del Nuovo Messico dove partecipò al comitato per gli specializzandi in medicina. Pratica la sua attività clinica a Thornton in Colorado.
Si candidò alle elezioni statali del 2018 per il 31° seggio della Camera dei rappresentanti del Colorado, dove risultò eletta con il 55% delle preferenze contro il 39% dello sfidante repubblicano. Nella legislatura statale si batté per far approvare programmi di sensibilizzazione sulla morte materna e infantile, la legge che fissa l'età minima per alcuni derivati della cannabis e l'effettuazione del test del THC per tutte le cause di morte non naturali.
Il 24 agosto 2021 annunciò la sua candidatura per l'8° seggio del suo stato per il Congresso. Vinse le elezioni dell'8 novembre 2022 con il 48,4% delle preferenze contro il 47,7% della candidata repubblicana con circa 2000 voti di differenza.